# 狭线叶猪屎豆
狭线叶猪屎豆（学名：Crotalaria linifolia var. stenophylla）为豆科猪屎豆属下的一个变种。